# Leden 2017

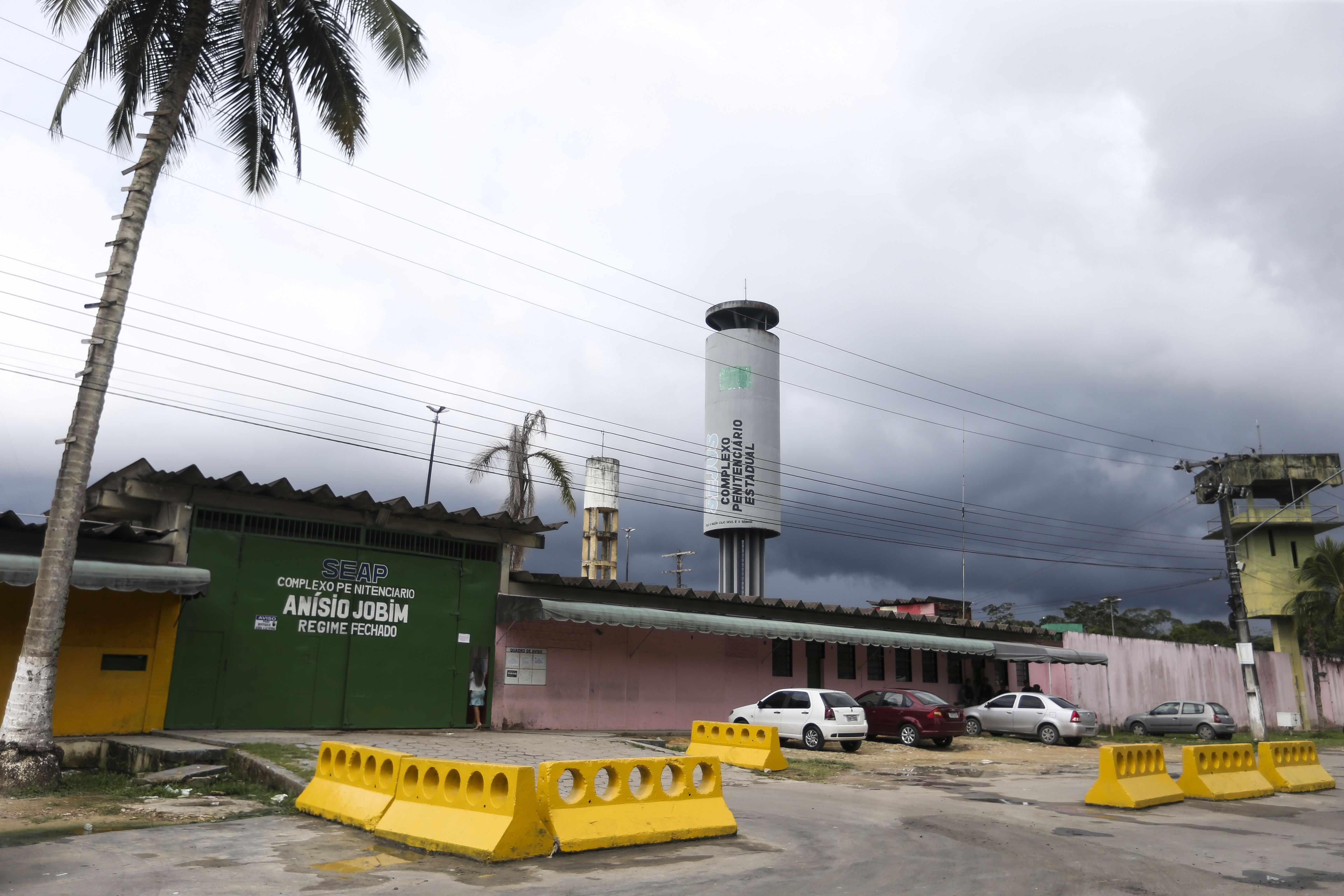
Věznice v Manaus

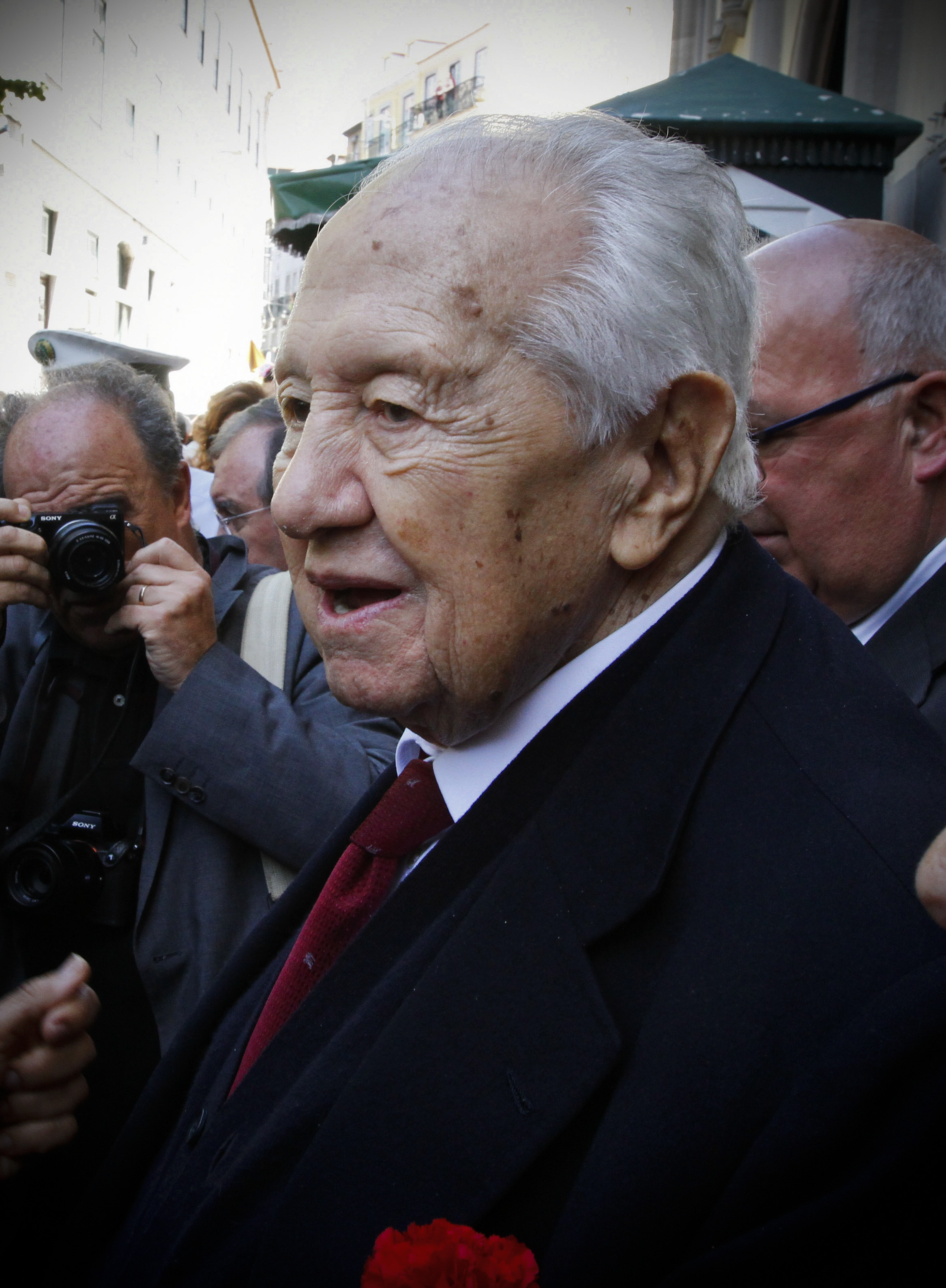
Mário Soares

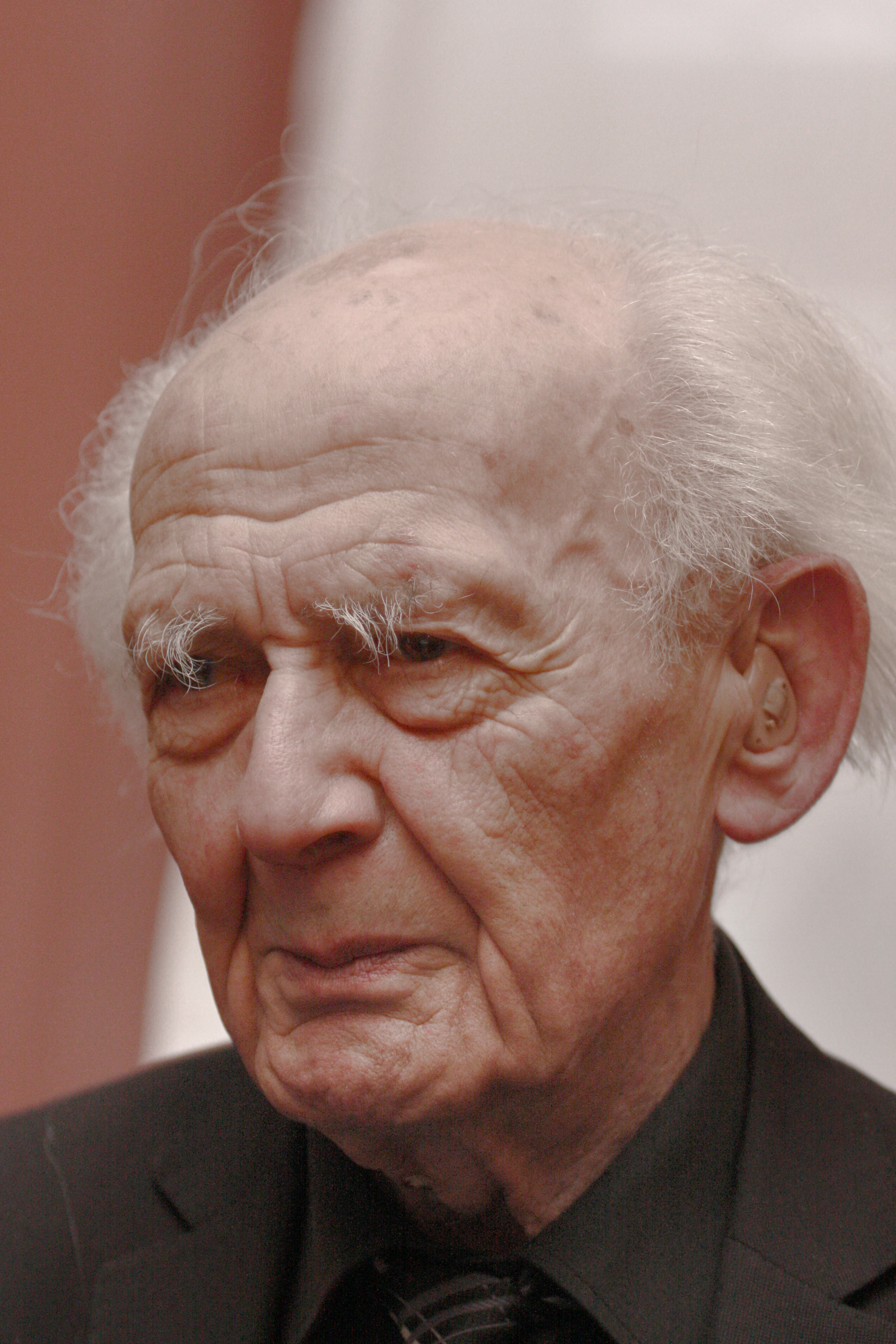
Zygmunt Bauman

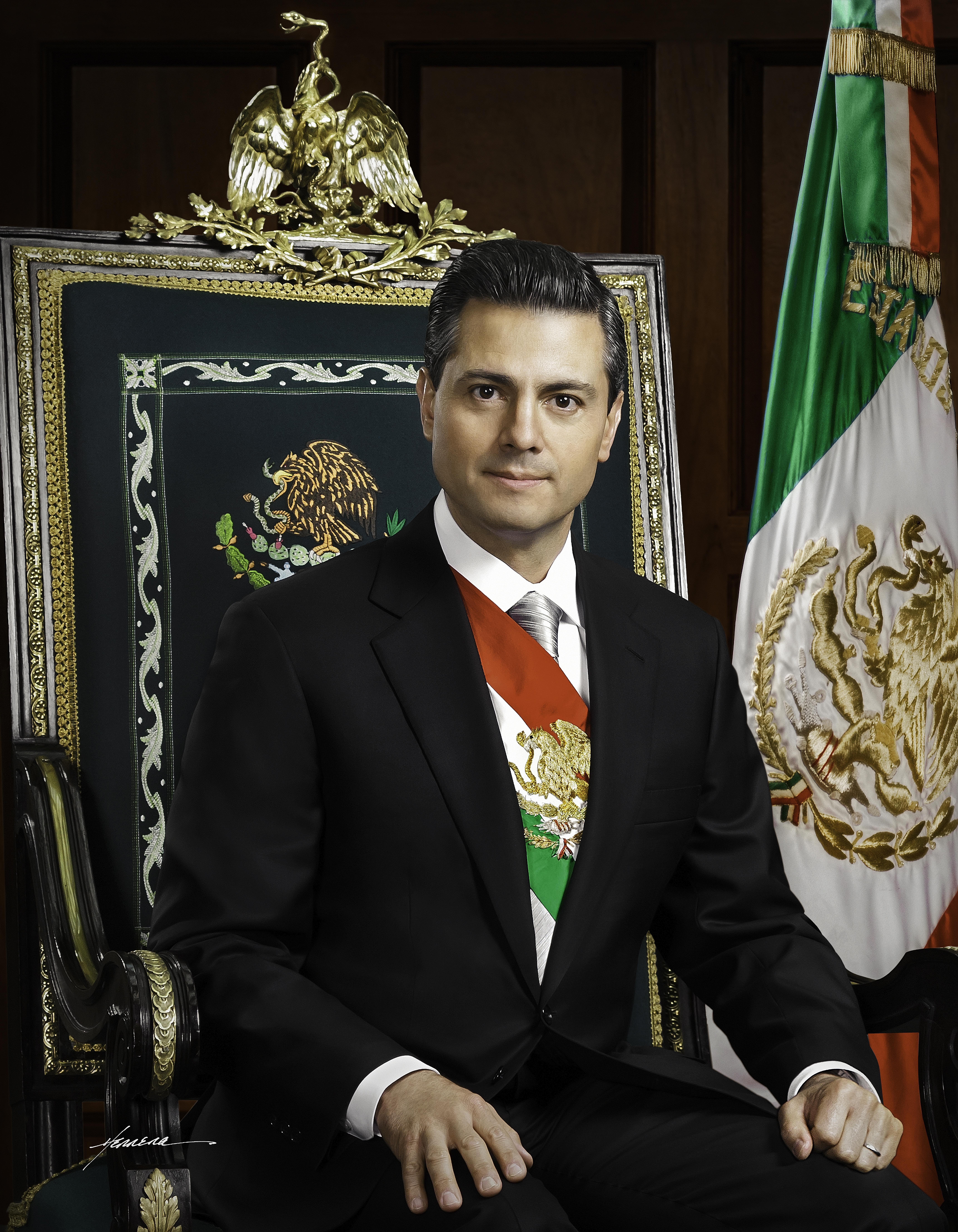
Enrique Peña Nieto

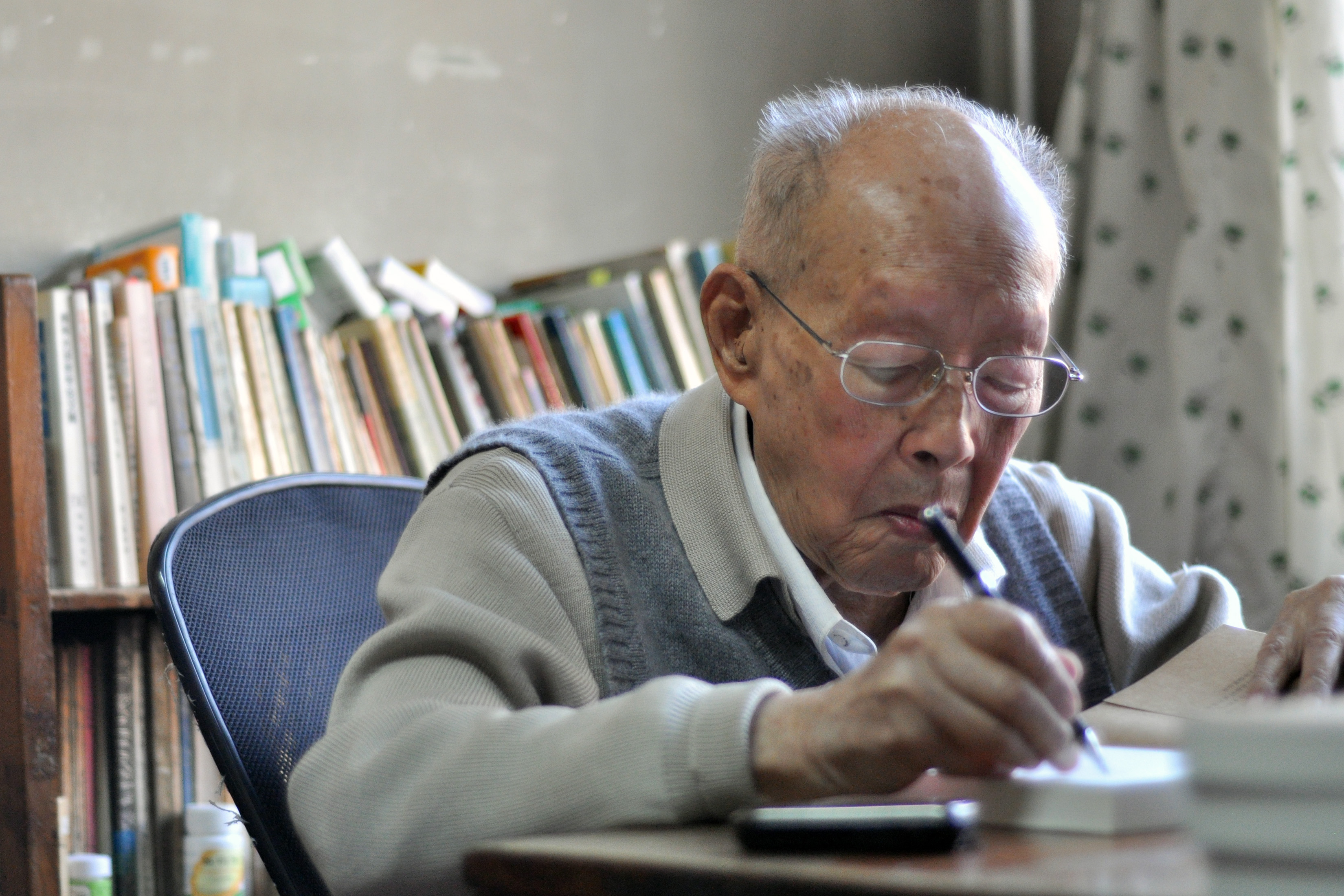
Čou Jou-kuang

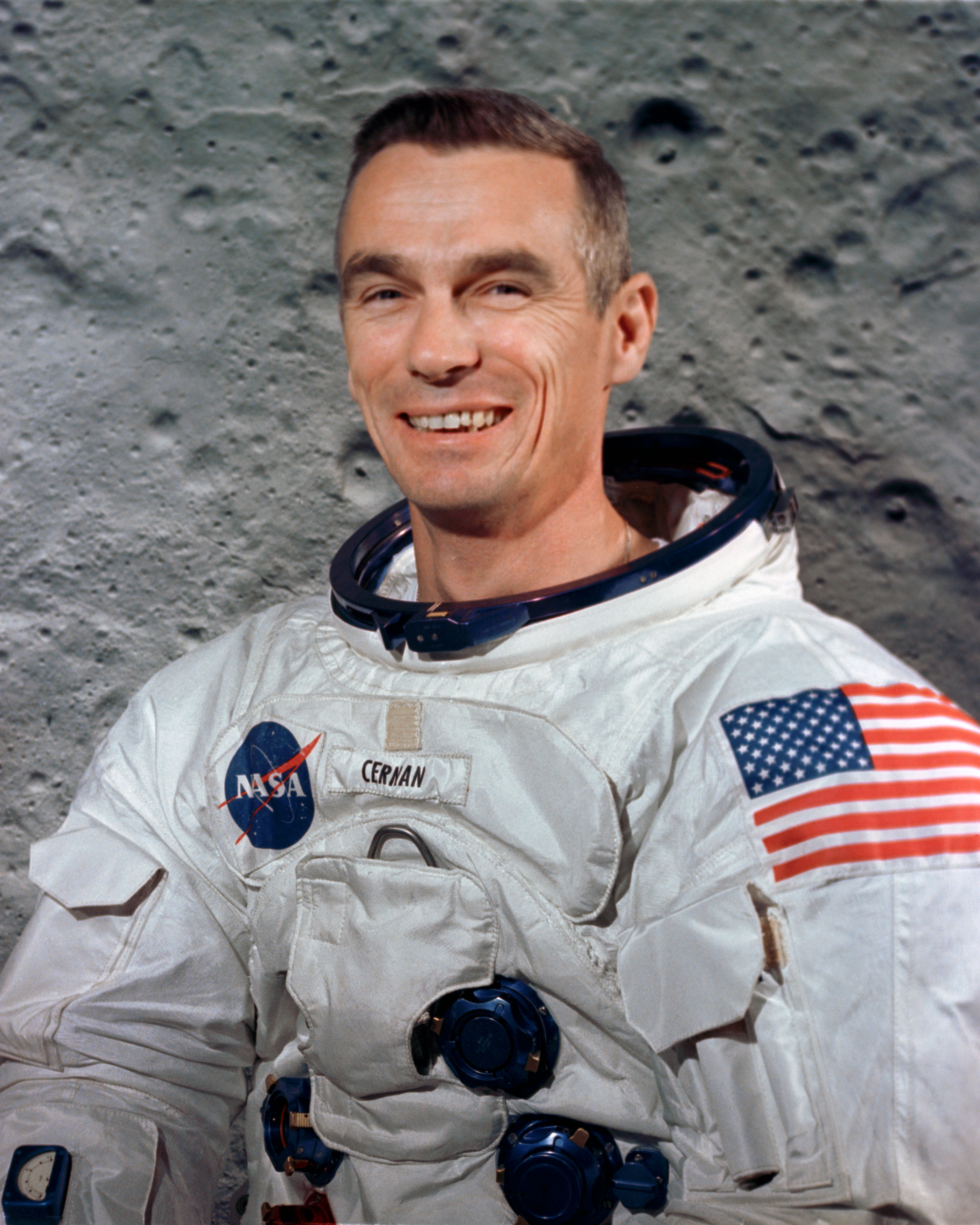
Eugene Cernan

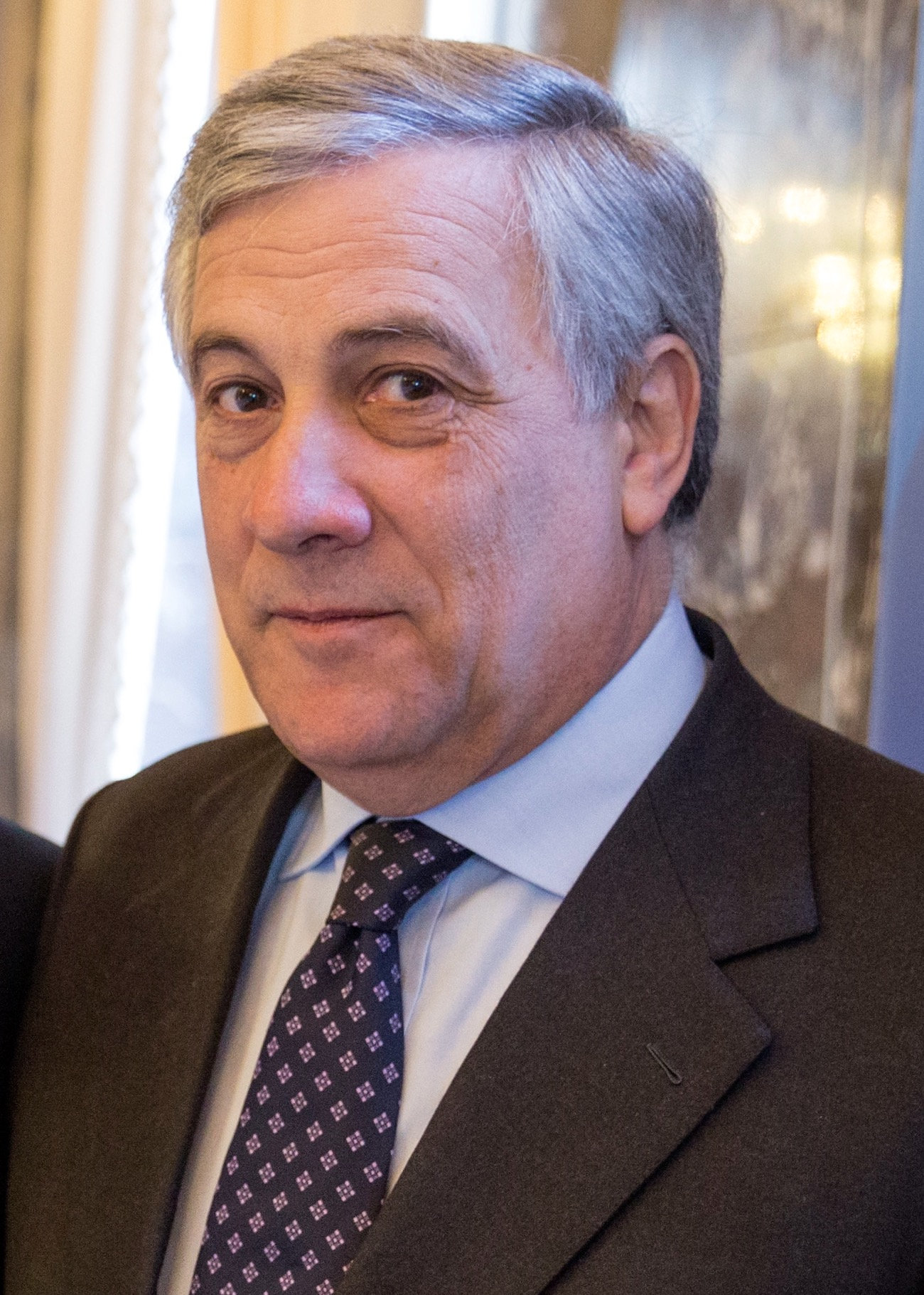
Antonio Tajani

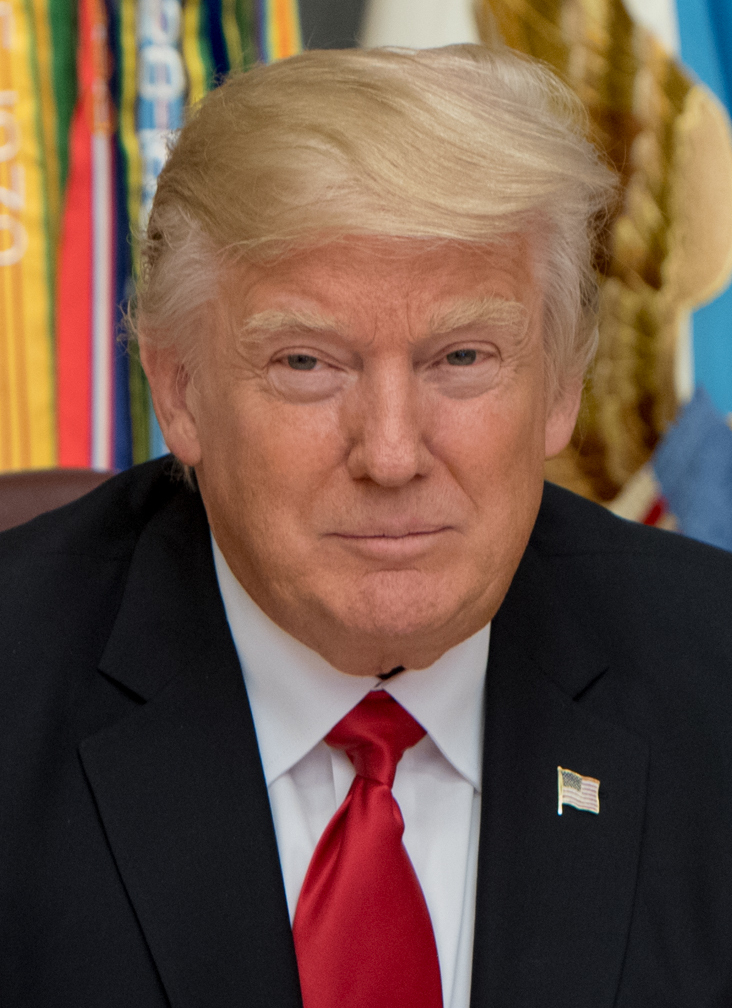
Donald Trump

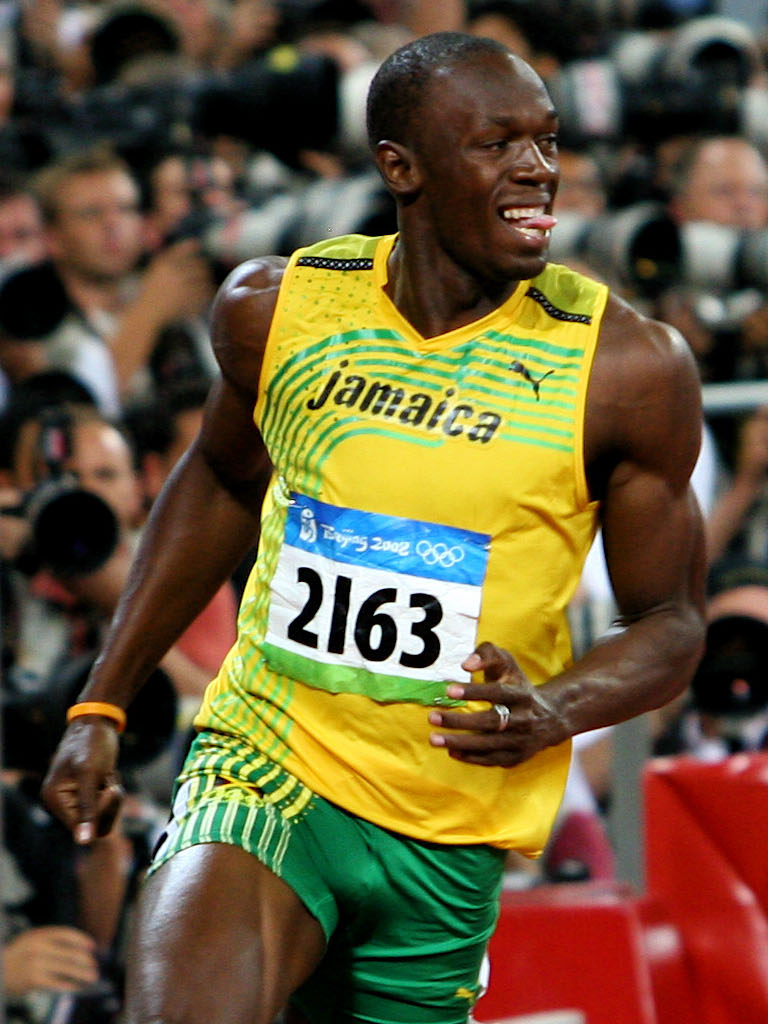
Usain Bolt

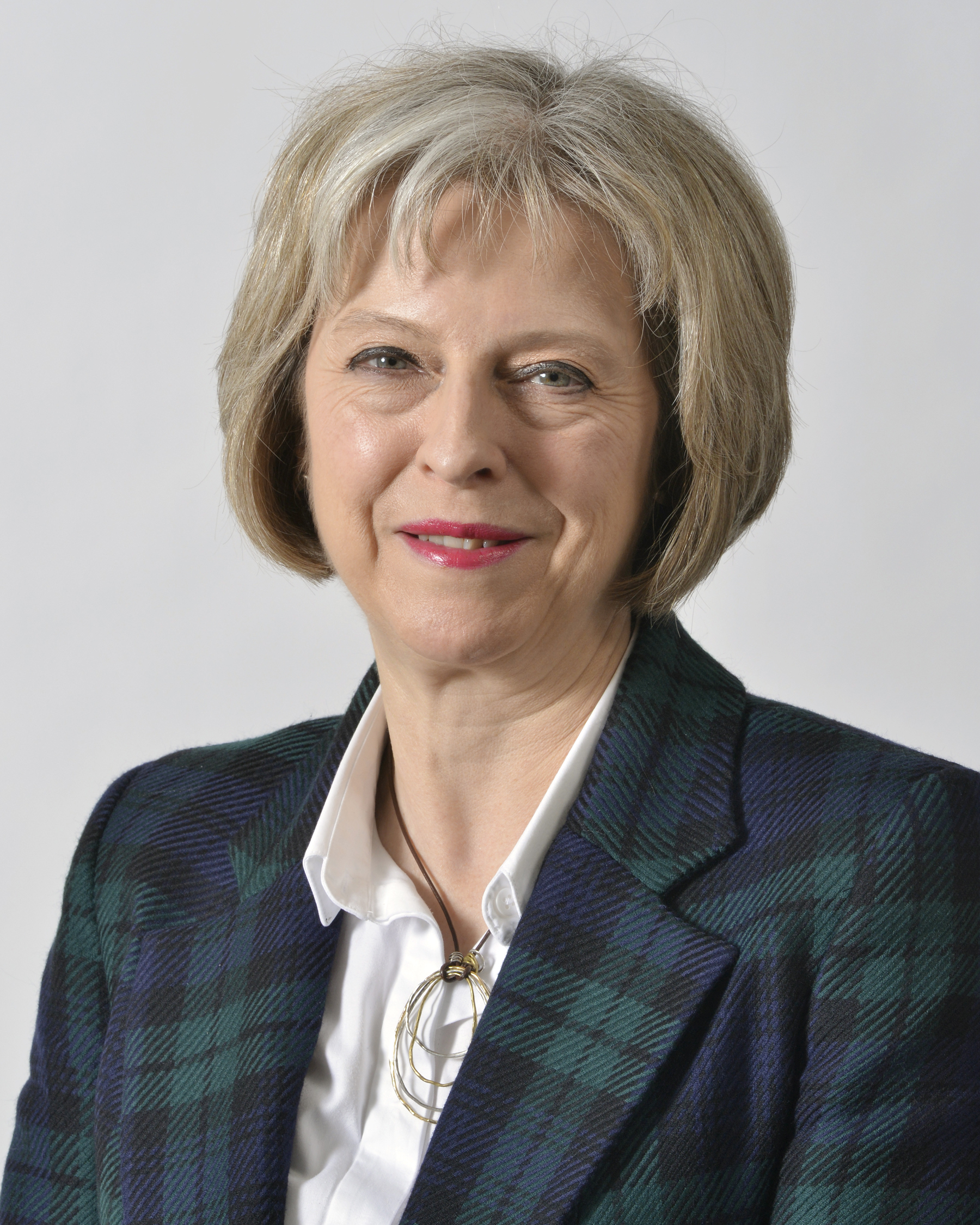
Theresa Mayová

1. ledna – neděle
 Nejméně 39 lidí bylo zabito při útoku na noční klub v tureckém městě Istanbulu.
2. ledna – pondělí
 Nejméně 60 mrtvých si vyžádala válka gangu v brazilské věznici ve městě Manaus.
 Polská policie zadržela 28 lidi při nepokojích ve městě Ełk, které vyvolalo zabití polského mladíka při potyčce s tuniskými zaměstnanci prodejny kebabu.
3. ledna – úterý
 Brexit: Ivan Rogers, britský velvyslanec při Evropské unii, rezignoval na svou funkci.
 Megyn Kellyová, politická komentátorka stanice Fox News, oznámila svůj záměr přestoupit k NBC.
5. ledna – čtvrtek
 Mezenterium, které bylo dříve považováno za část pobřišnice, bylo popsáno v odborné literatuře jako nový orgán lidského těla.
 Hamza bin Ládin, syn Usámy bin Ládina, byl americkým ministerstvem zahraničí zařazen na „seznam globálních teroristů“.
6. ledna – pátek
 Nejméně 33 lidí bylo zabito při vězeňské vzpouře v brazilském městě Boa Vista ve spolkovém státě Roraima.
 Vojáci armády Pobřeží slonoviny se vzbouřili ve městech Bouaké, Daloa a Korhogo.
 Nejméně pět lidí bylo zabito při útoku Estebana Santiago-Ruize poloautomatickou zbraní na letišti Fort Lauderdale-Hollywood na Floridě.
7. ledna – sobota
 Nejméně 40 lidí bylo zabito při sebevražedném útoku v syrském městě Azaz u hranic s Tureckem.
 Ve věku 92 let zemřel bývalý portugalský prezident a premiér Mário Soares.
8. ledna – neděle
 V Jeruzalémě došlo k útoku kamionem, při kterém zemřely tři ženy a jeden muž. Další osoby byly zraněny.
9. ledna – pondělí
 Ve věku 91 let zemřel židovský sociolog Zygmunt Bauman (na obrázku).
 Muzikál La La Land získal ocenění za nejlepší film na 74. ročníku udílení Zlatých glóbů.
 V Severním Irsku padla vláda poté, co zastupující první ministr Martin McGuinness (Sinn Féin) rezignoval na svou funkci.
10. ledna – úterý
 Do Polska dorazila první tisícovka amerických vojáků s cílem posílit východní křídlo Severoatlantické aliance v rámci operace Atlantic Resolve (Atlantické odhodlání). Jedná se o odpověď na ruskou anexi Krymu a válku na východě Ukrajiny.
 Evropský soud pro lidská práva rozhodl, že švýcarské úřady neporušily náboženskou svobodu, když penalizovaly muslimské rodiče, kteří své dcery odmítli posílat na smíšené lekce plavání.
 Vrah Dylann Roof, pachatel útoku na účastníky biblického vyučování ve městě Charleston, byl odsouzen k nejvyššímu trestu.
 Ve věku 82 zemřel bývalý německý prezident Roman Herzog, který vyjednal Česko-německou deklaraci.
 Britská premiérka Theresa Mayová a irský taoiseach Enda Kenny jednali o politické krizi v Severním Irsku.
11. ledna – středa
 Mexický prezident Enrique Peña Nieto důrazně odmítl prohlášení nastupujícího amerického prezidenta Donalda Trumpa, že Mexiko uhradí náklady za stavbu protiimigrační zdi, plánovanou Spojenými státy na hranicích obou zemí.
12. ledna – čtvrtek
 Druhá studená válka: Rusko vyjádřilo znepokojení nad přítomnosti americké armády v Polsku.
13. ledna – pátek
 Turecký parlament schválil poměrem hlasů 343 : 137 další body kontroverzního dodatku ústavy, který má významně posílit moc prezidenta. Pokud dodatek ústavy odsouhlasí i občané v referendu, změní se politický systém Turecka z parlamentního na prezidentský.
 Americký prezident Barack Obama ukončil zvláštní imigrační režim pro obyvatele Kuby a zavedl pro ně vízovou povinnost.
 Severozápadní Čechy, především Krušné hory zasáhl mimořádně silný vítr, místy až o síle orkánu. Na Klínovci byl naměřen poryv o rychlosti 119 km/hod, na nedalekém německém Fichtelbergu dokonce 148 km/hod.
14. ledna – sobota
 V nově postavené sportovní hale v České Třebové se náhle zřítila střecha. V té době zde probíhal turnaj ve florbalu, ale naštěstí se všem 80 přítomným lidem podařilo z haly vyběhnout a jsou hlášena pouze 3 lehká zranění vzniklá během útěku z budovy.
 Ve věku 111 let zemřel Čou Jou-kuang (na obrázku) tvůrce konceptu čínské hláskové abecedy známé jako pchin-jin.
16. ledna – pondělí
  Egyptský soud odmítl vládní plán na předání ostrovů v Tiranské úžině Saúdské Arábii.
 Nákladní letadlo tureckých aerolinek se zřítilo při pokusu o přistání v kyrgyzském Biškeku. Zahynuli všichni čtyři členové posádky a nejméně 33 osob na zemi.
 Ve věku 82 let zemřel Eugene Cernan, poslední americký astronaut, který vystoupil na povrch Měsíce během mise Apollo 17. 
17. ledna – úterý
 Novým předsedou Evropského parlamentu byl zvolen kandidát evropských lidovců Ital Antonio Tajani (na obrázku).
 Americký prezident Barack Obama udělil milost Chelsea Manningové odsouzené za vyzrazení tajných informací k 35 letům vězení.
 Desítky lidí byly zabity při útoku nigerijského letectva na uprchlický tábor ve státě Borno.
 Po třech letech ukončily Austrálie, Malajsie a Čína pátrání po zmizelém letadle malajsijských aerolinií Malaysia Airlines 370. Co se s letadlem skutečně stalo, zůstává dnes jednou z největších záhad v historii letectví.
 Vrcholní představitelé Evropské unie vyjádřili překvapení i pobouření nad vyjádřeními Donalda Trumpa, který prohlásil, že NATO je zastaralé a že EU po Británii opustí i další země. Podle francouzského prezidenta Françoise Hollanda Evropa nepotřebuje rady zvenčí a důrazně odmítl i tvrdou kritiku německé kancléřky Angely Merkelové za její imigrační politiku.
 Britská premiérka Theresa Mayová představila svou budoucí základní strategii při vyjednávání odchodu z Evropské unie. Brexit bude znamenat také opuštění jednotného evropského trhu, zvýšení ochrany hranic a větší kontrolu imigrace.
18. ledna – středa
 Nejméně dva lidé byli zabiti při střetech mezi izraelskou policií a izraelskými Beduíny během demolice beduínské osady Umm al-Hírán.
 Bitva o Mosul: Irácká armáda obsadila ruiny starověkého Ninive, čímž dokončila dobývání východní části Mosulu na levém břehu řeky Eufrat.
 Gambijský prezident Yahya Jammeh vyhlásil devadesátidenní stav ohrožení státu, poté co odmítl odstoupit po prohraných volbách s opozičním kandidátem Adamou Barrowem.
 Série zemětřesení o síle 5,4 stupně postihla střední Itálii poblíž města Amatrice.
 Nejméně 37 lidí bylo zabito při sebevražedném bombovém útoku v maliském městě Gao.
 Český europoslanec Pavel Telička byl zvolen jedním z místopředsedů Evropského parlamentu.
19. ledna – čtvrtek
 Adama Barrow složil prezidentskou přísahu na gambijské ambasádě v senegalském Dakaru, zatímco se jednotky ECOWAS připravují k vojenskému sesazení jeho předchůdce Yahyau Jammeha.
 Nejméně 30 lidí zemřelo při zhroucení výškové budovy v íránském hlavním městě Teheránu.
 Desítky lidí uvěznila lavina, která zničila hotel v pohoří Gran Sasso v italském kraji Abruzzo.
20. ledna – pátek
 Donald Trump (na obrázku) složil prezidentskou přísahu a stal se 45. prezidentem Spojených států amerických.
 Ve věku 93 let zemřela Naděžda Kavalírová, dlouholetá předsedkyně Konfederace politických vězňů České republiky.
 Mexická drogová válka: Mexický narkobaron Joaquín Guzmán, šéf kartelu Sinaloa, byl vydán do Spojených států amerických.
21. ledna – sobota
 Dlouholetý gambijský prezident Yahya Jammeh oznámil, že odstoupí ze své funkce.
 Nejméně 16 lidí zemřelo při nehodě autobusu s maďarskými školáky u italského města Verona.
22. ledna – neděle
 Nejméně 36 lidí bylo zabito při vykolejení vlaku v indickém státě Ándhrapradéš.
 Dlouholetý gambijský prezident Yahya Jammeh opustil po nátlaku ze strany států ECOWAS svou zemi, čímž umožnil předání moci zvolenému prezidentu Adamu Barrowovi.
23. ledna – pondělí
 Americký prezident Donald Trump vypověděl dohodu o Transpacifickém partnerství.
 Nejméně 18 lidí zabila tornáda ve státech Georgie, Mississippi a Florida na americkém jihu.
24. ledna – úterý
 Britský nejvyšší soud rozhodl, že souhlas britského parlamentu je podmínkou k vystoupení Spojeného království z Evropské unie.
 Americký prezident Donald Trump rozhodl o pokračování výstavby ropovodů Keystone XL a Dakota Access Pipeline.
 Šest lidí bylo zabito poté, co se záchranná helikoptéra zřítila v italském pohoří Gran Sasso.
25. ledna – středa
 Mezinárodní olympijský výbor odebral Usainu Boltovi zlatou medaili ze štafety na letních olympijských hrách v roce 2008. Důvodem jsou pozitivní výsledky dopingovému testu běžce Nesty Cartera.
 Americký prezident Donald Trump vydal výkonné nařízení k výstavbě zdi na hranici s Mexikem a zahájil vyšetřování volebních podvodů týkajících se registrací voličů během loňských prezidentských voleb.
 Velmistr Maltézského řádu Matthew Festing rezignoval na svou funkci, kvůli sporům s papežem Františkem ohledně zastavení programu prevence sexuálně přenosných nemoci. V rámci kontroverzního programu byly prostitutkám v Myanmaru zdarma distribuovány kondomy.
 Občanská válka v Somálsku: Nejméně 15 lidí bylo zabito při sebevražedném bombovém útoku teroristické skupiny Aš-Šabáb na hotel v somálském hlavním městě Mogadišu.
26. ledna – čtvrtek
 Lidská civilizace je podle názoru Bulletin of the Atomic Scientists nejblíže zkáze od roku 1953. Minutová ručička Hodin Posledního soudu (na obrázku) byla posunuta na 2,5 minuty před půlnoc.
 Mexický prezident Enrique Peña Nieto zrušil návštěvu USA, poté co americký prezident Donald Trump vyhrožoval jeho zemi obchodní válkou.
 Adama Barrow, současný gambijský prezident, se vrátil do země.
 Řecký nejvyšší soud zastavil extradici tureckých vojáků, kteří do Řecka uprchli po neúspěšném pokusu o vojenský převrat v roce 2016.
27. ledna – pátek
 Americký prezident Donald Trump podepsal výkonné nařízení, které na 90 dní zamezuje vstupu občanům Iráku, Íránu, Libye, Somálska, Súdánu, Sýrie a Jemenu na území USA. Nařízení rovněž na 120 dní pozastavuje programy přesídlování uprchlíků.
 Prezident USA Donald Trump přijal v Bílém domě prvního zahraničního hosta – britskou premiérku Theresu Mayovou. Oba na následné tiskové konferenci potvrdili výjimečné vztahy mezi svými zeměmi.
 Italská pobřežní stráž a loď španělské humanitární organizace Proactiva Open Arms zachránily přibližně tisíc migrantů, kteří se nacházeli na šesti gumových člunech a třech dřevěných loďkách ve vodách Středozemního moře.
 Do velení norských leteckých sil byla poprvé v historii zvolena žena, generálmajorka Tonje Skinnarlandová.
28. ledna – sobota
 Írán znemožní americkým občanům vstup do země jako odvetu za pozastavení vstupu lidí z Íránu a dalších šesti převážně muslimských států do USA, uvedlo íránské ministerstvo zahraničí.
 Syrské ozbrojené síly ve spolupráci s Hizballáhem převzaly kontrolu nad údolím Barda, které je zdrojem pitné vody pro Damašek a okolí.
 Britská premiérka Theresa Mayová při setkání s tureckým prezidentem Recepem Tayyipem Erdoğanem zdůraznila, že Turecko musí po pokusu o státní převrat z loňského července udržet právní stát a dodržovat lidská práva.
29. ledna – neděle
 Súdánský soud odsoudil českého humanitárního pracovníka Petra Jaška k 20 letům odnětí svobody za údajnou protistátní činnost.
30. ledna – pondělí
 Filipínská policie pozastavila protidrogovou kampaň, během níž pozabíjela 7 000 lidí spojených s užíváním a distribucí drog.
 Nejméně šest lidí bylo zabito a osm zraněno při teroristickém útoku na mešitu v kanadském městě Québec.
31. ledna – úterý
 Válka na východní Ukrajině: Proruští povstalci zaútočili na ukrajinské město Avdijivka v Doněcké oblasti. Tisíce civilistů jsou bez dodávek vody, tepla a elektřiny.
 Ministr zahraničí Lubomír Zaorálek potvrdil existenci rozsáhlého kybernetickému útoku proti emailovým schránkám zaměstnanců ministerstva zahraniční. Utajované skutečnosti nebyly ohroženy.
 Vojenská intervence v Jemenu: Hútíové provedli sebevražedný atentát proti saúdské fregatě poblíž přístavu Hudajda.
 Maroko po 33 letech vstoupilo do Africké unie. Diskuze o statusu Západní Sahary byla odložena.
 Americký prezident Donald Trump odvolal ministryni spravedlnosti Sally Yatesovu.